# Ходжеттс, Деннис
Деннис Ходжеттс (англ. Dennis Hodgetts; 28 ноября 1863 — 26 марта 1945), также известный как Денни Ходжеттс (англ. Denny Hodgetts) — английский футболист, левый нападающий. Наиболее известен по выступлениям за бирмингемский клуб «Астон Вилла», а также за национальную сборную Англии. Двукратный чемпион Англии и двукратный обладатель Кубка Англии в составе клуба «Астон Вилла».

## Клубная карьера
Уроженец Эджбастона (Бирмингем), Деннис начал футбольную карьеру в клубах «Дреднот», «Митчелл Сент-Джорджес» и «Грейт Ливер». В 1886 году перешёл в бирмингемский клуб «Астон Вилла». 30 октября 1886 года дебютировал в основном составе «Виллы» в матче Кубка Англии против «Уэнсбери Олд Атлетик» на стадионе «Уэллингтон Роуд» в Бирмингеме, забив два гола. В том сезоне Деннис сыграл во всех десяти матчах «Астон Виллы» в Кубке Англии, включая финал против «Вест Бромвич Альбион», в котором «Вилла» одержала победу благодаря голам Хантера и Ходжеттса.
В Кубке Англии сезона 1891/92 «Вилла» вновь вышла в финал, но проиграла в нём клубу «Вест Бромвич Альбион». В Кубке Англии сезона 1894/95 «Вилла» снова вышла в финал, где вновь обыграла «Вест Бромвич Альбион». Помимо побед в Кубке Англии Ходжеттс также дважды становился чемпионом Англии: в сезонах 1893/94 и 1895/96.
В общей сложности провёл за «Астон Виллу» 218 матчей и забил 90 голов.

В официальном клубном бюллетене The Villa News and Record от 1 сентября 1906 года была дана такая справка о Деннисе Ходжеттсе: 
Прирождённый футболист. Замечательно владел обеими ногами и обладал оригинальным мышлением. Был эффективен в комбинационной игре, замечательный тренер, его навыки и бескорыстие приносили самые лучшие результаты. Особенно отличался в «воспитании» других игроков, многие юные футболисты стали известными благодаря его воспитанию и примеру.
1 февраля 1896 года провёл свою последнюю игру за «Виллу». В том же году перешёл в другой бирмингемский клуб «Смолл Хит», за который провёл 22 матча и забил 9 голов. В 1897 году завершил карьеру игрока.
В сезоне 1899/1900 работал в тренерском штабе «Астон Виллы», после чего стал трактирщиком. С июня 1910 по март 1945 года (до момента своей смерти) был вице-президентом клуба «Астон Вилла».

## Карьера в сборной
4 февраля 1888 года дебютировал за сборную Англии в матче против сборной Уэльса. Всего провёл за сборную Англии 6 матчей и забил 1 гол (в игре против сборной Шотландии 17 марта 1888 года). Последнюю игру за сборную провёл 3 марта 1894 года (против сборной Ирландии).

## Достижения
Астон Вилла
- Чемпион Англии (2): 1893/94, 1895/96
- Обладатель Кубка Англии (2): 1887, 1895

Сборная Англии
Победитель Домашнего чемпионата Британии (2): 1888, 1892